# جوزف استابل
جوزف استابل (انگلیسی: Josef Stabel؛ زادهٔ ۲۱ سپتامبر ۱۹۴۸) بازیکن فوتبال اهل آلمان است.
از باشگاه‌هایی که در آن بازی کرده‌است می‌توان به باشگاه فوتبال کایزرسلاوترن اشاره کرد.